# Norra Ängby skola
Norra Ängby skola är en kommunal grundskola på Vultejusvägen 20 i Norra Ängby i Bromma, väster om Stockholm. Skolan är en F-6-skola, det vill säga en grundskola med undervisning upp till årskurs 6 med ca 730 elever och ca 90 anställda.  
Norra Ängby skola ritades av arkitekt Ture Ryberg och byggdes 1930 samt togs i bruk samma år. Arkitektuppdraget för den nya skolan i Norra Ängby gick till Ture Ryberg, som var en ofta anlitad skolhusbyggnadsarkitekt i Stockholm, både före och efter andra världskriget. Uppdragsgivare var Stockholms folkskoledirektion. Skolbyggnaden uppfördes ursprungligen med en L-formad plan 1930. Mellan 1934 och 1936 skedde en om- och tillbyggnad på den befintliga byggnaden. Om- och tillbyggnaden ritades även den av arkitekt Ture Ryberg och nu i samarbete med Folkskoledirektionens skolhusnämnd. Huskroppen förlängdes åt söder och skolbibliotek, stadsbibliotek, skolkök, slöjdsal och samlingslokal tillkom. På den befintliga byggnaden tillkom en ny entré till bespisningsrum. Återinvigningen skedde den 9 maj 1936. Skolan ligger på Vultejusvägen 20 samt även på Vultejusvägen 16 och 18.
Fastigheten Norra Ängby skola är grönklassad av Stadsmuseet i Stockholm vilket innebär att bebyggelsen anses vara ”särskilt värdefull från historisk, kulturhistorisk, miljömässig eller konstnärlig synpunkt”.

## Historik

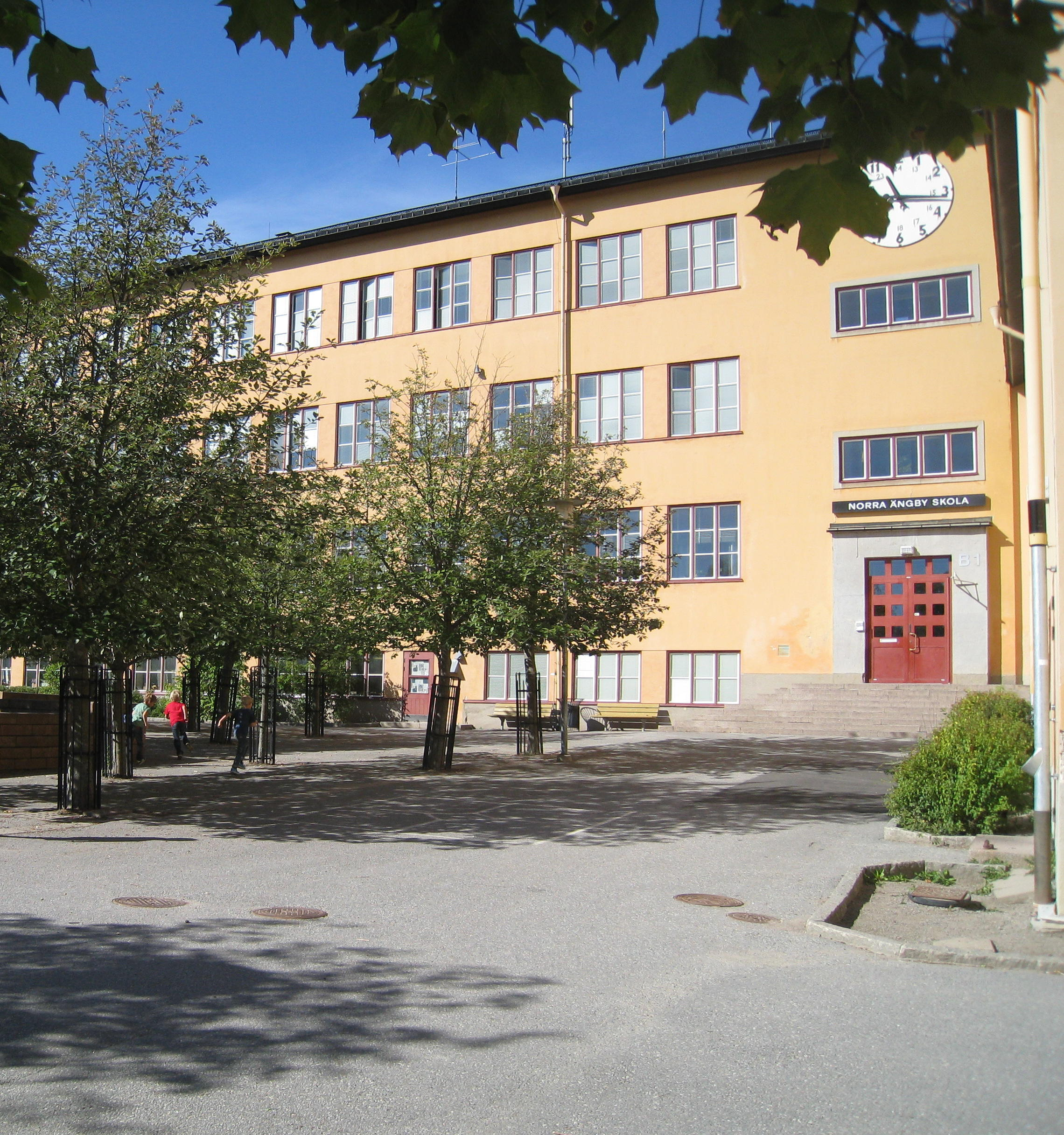
Den långa västra huvudbyggnadslängan.

1755 började ordnad skolundervisning i Bromma socken på initiativ av den driftige kyrkoherden i Bromma, Abraham Pettersson. Doktor Abraham Pettersson var den förste som ordnade skolväsendet i Bromma. Man antar att Gamla Klockargården i Bromma byggdes för skoländamål. Den skulle vara både skollokal och bostad för komminister Erik Månström, som var lärare från starten och ända till 1793. Klockaren bodde här senare.
Under 1930-talet växte bebyggelsen upp i Norra Ängby, och barnantalet i området ökade. En stor ny skola byggdes, där alla barn kunde få plats. Den fick namnet Norra Ängby skola. När skolan invigdes, tågade man från Bromma Kyrkskola med musikkår och en grön fikus i täten, som finns inne i skolbyggnaden än idag.
I skolans källare fanns en badinrättning. Den bestod av ett tvagningsrum med en mängd små, låga porslinskar och en bassäng.

## Skolan idag
Norra Ängby skola är en grundskola med elever från förskoleklass till och med årskurs 6. Skolan har fritidshem för eleverna från förskoleklass till och med årskurs 3, medan eleverna i årskurs 4, 5 och 6 erbjuds fritidsverksamhet i fritidsklubben Skeppet, som är placerad i skolbyggnaden.
Skolan hade sex små undervisningsgrupper med elever i behov av särskilt stöd. Skolan är också organiserad i sju arbetslag. Varje arbetslag ansvaras av en biträdande rektor och sam-klasserna ansvarar rektorn för. Till varje arbetslag hör en speciallärare/specialpedagog som ingår i elevhälsoteamet.
Skolans vision är ”En skola i världsklass och på skolan används modern teknik i undervisningen, såsom interaktiva Smartboards, Ipads och mobila datavagnar med bärbara datorer. Norra Ängby skolor är SMART-diplomerad.

## Personal
- Vaktmästare Mauris Alaglic.
- Rektor Kerstin Jansson.
- Sjuksköterska Camilla Hallesius.[6]

## Fotogalleri

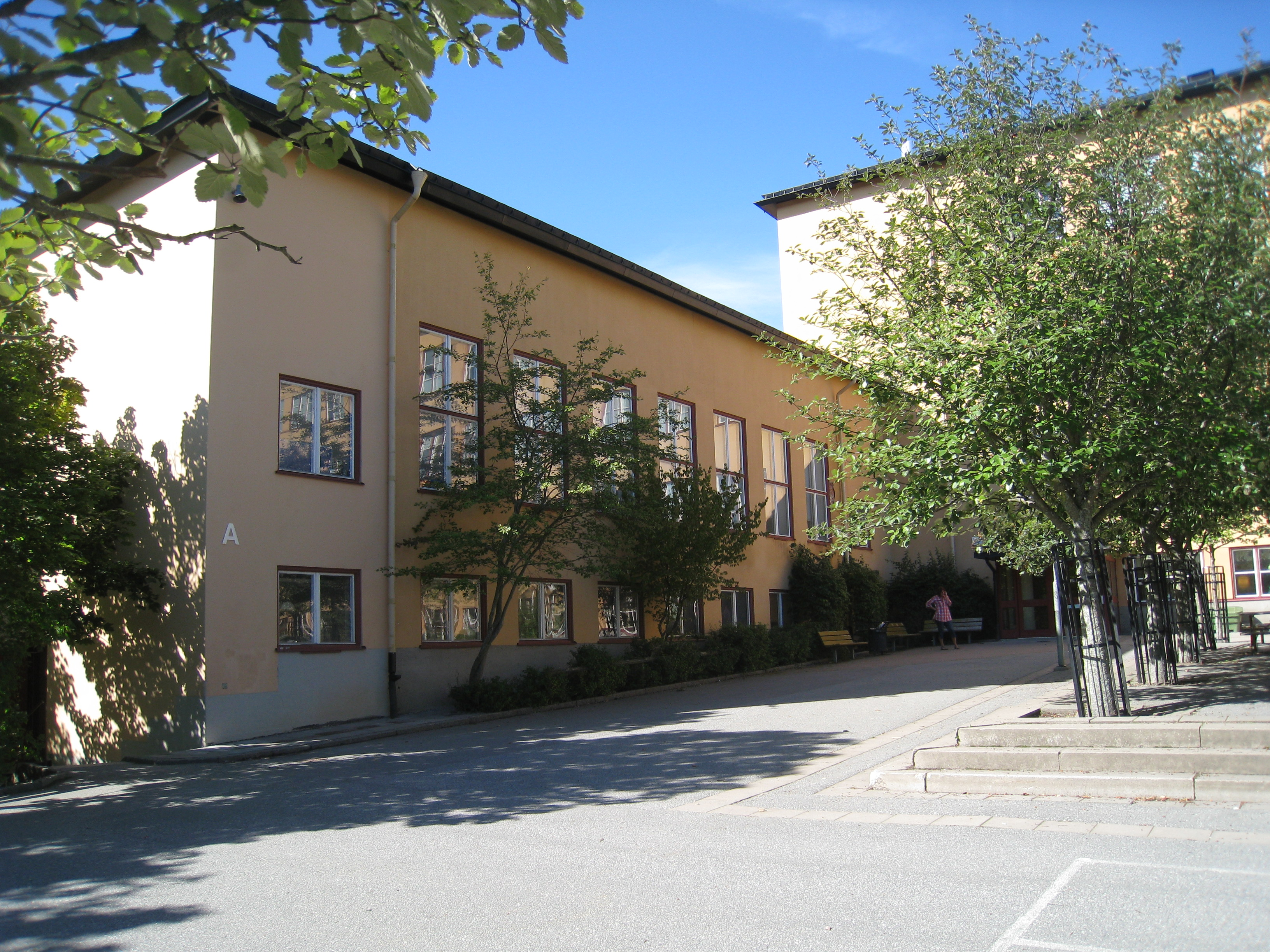
Vy mot skolans södra flygelbyggnad.
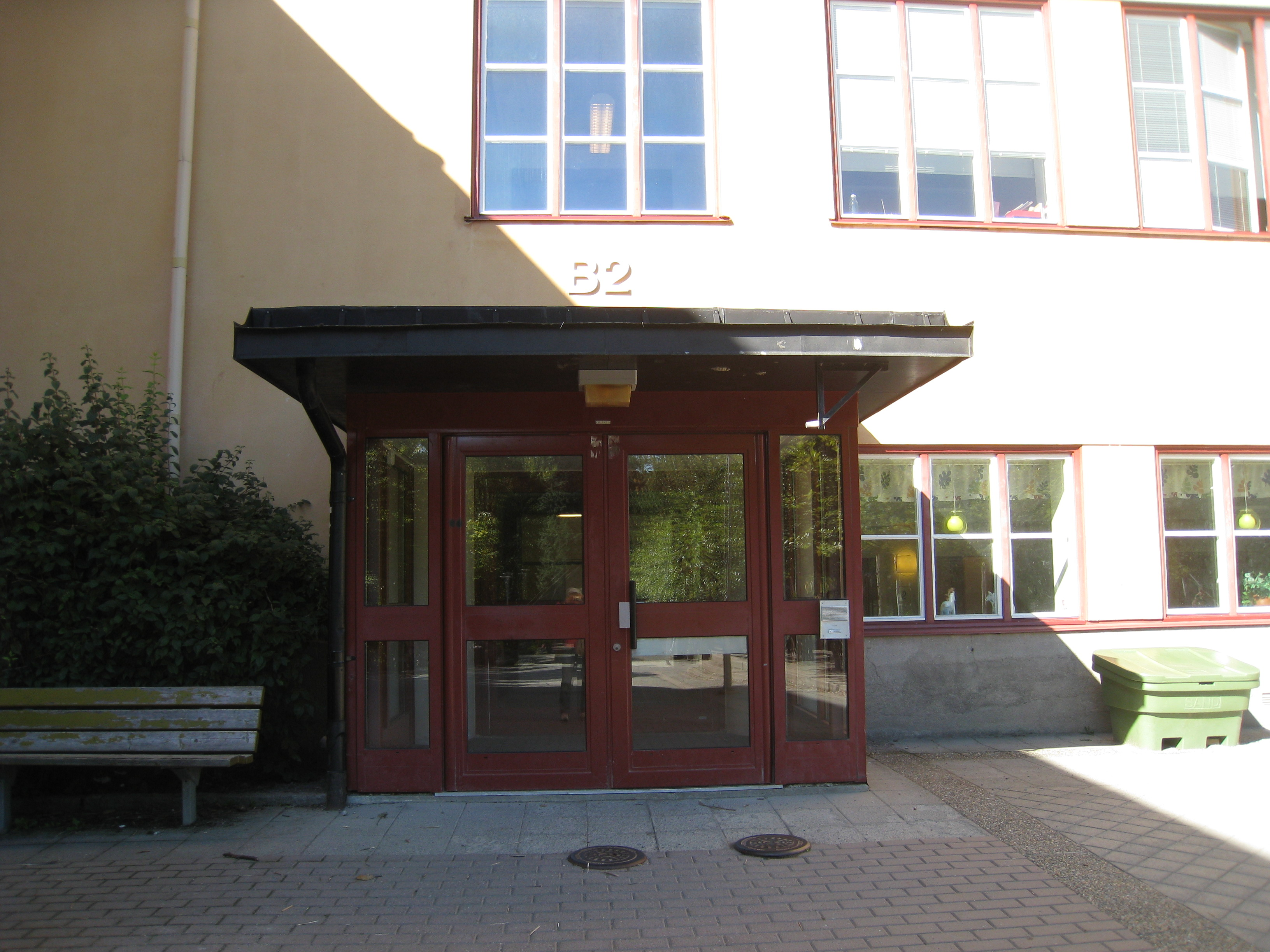
Entrédörr till ingång B2 i den västra långa huvudbyggnaden.
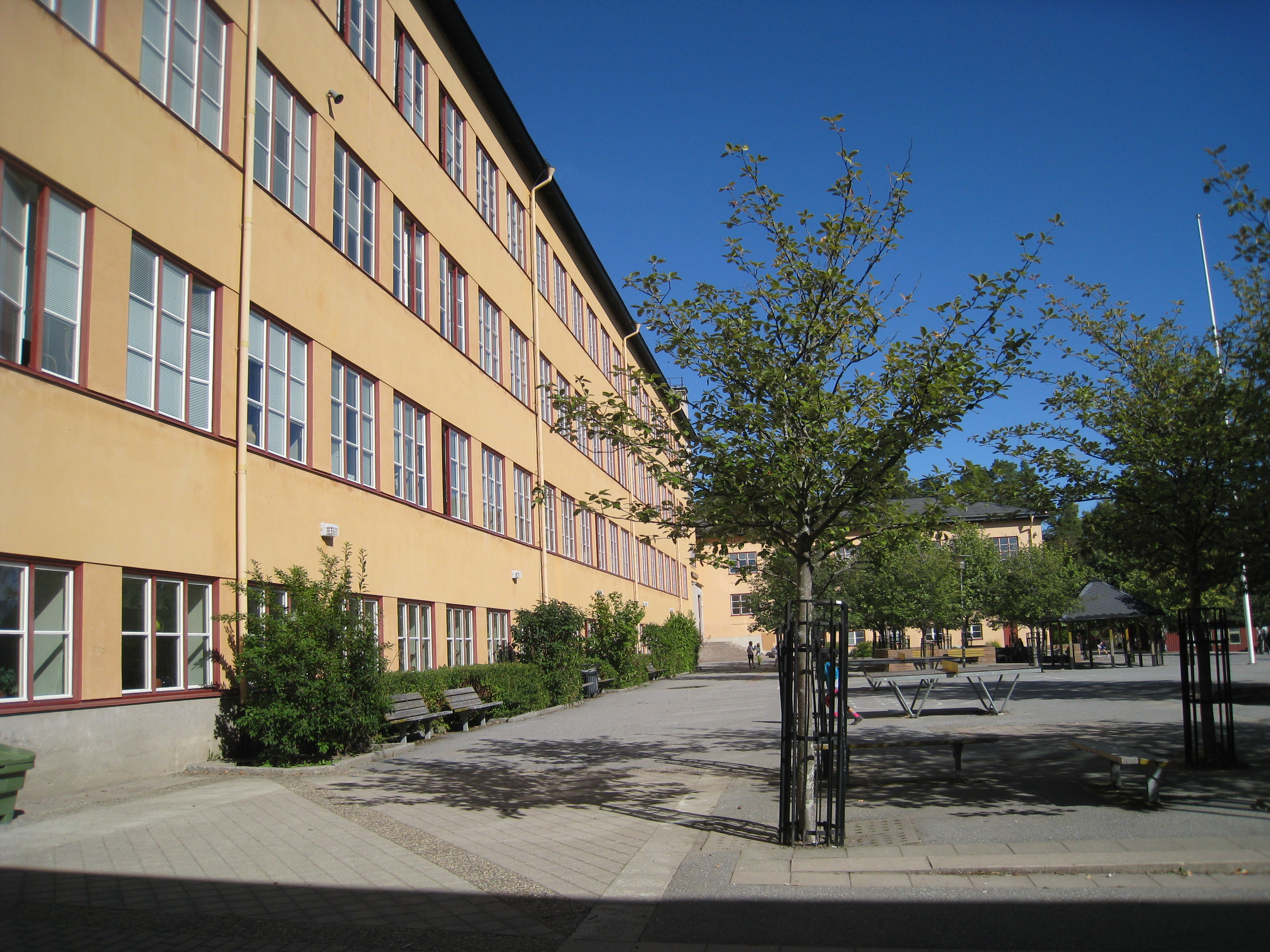
Skolans långa västra huvudbyggnad.
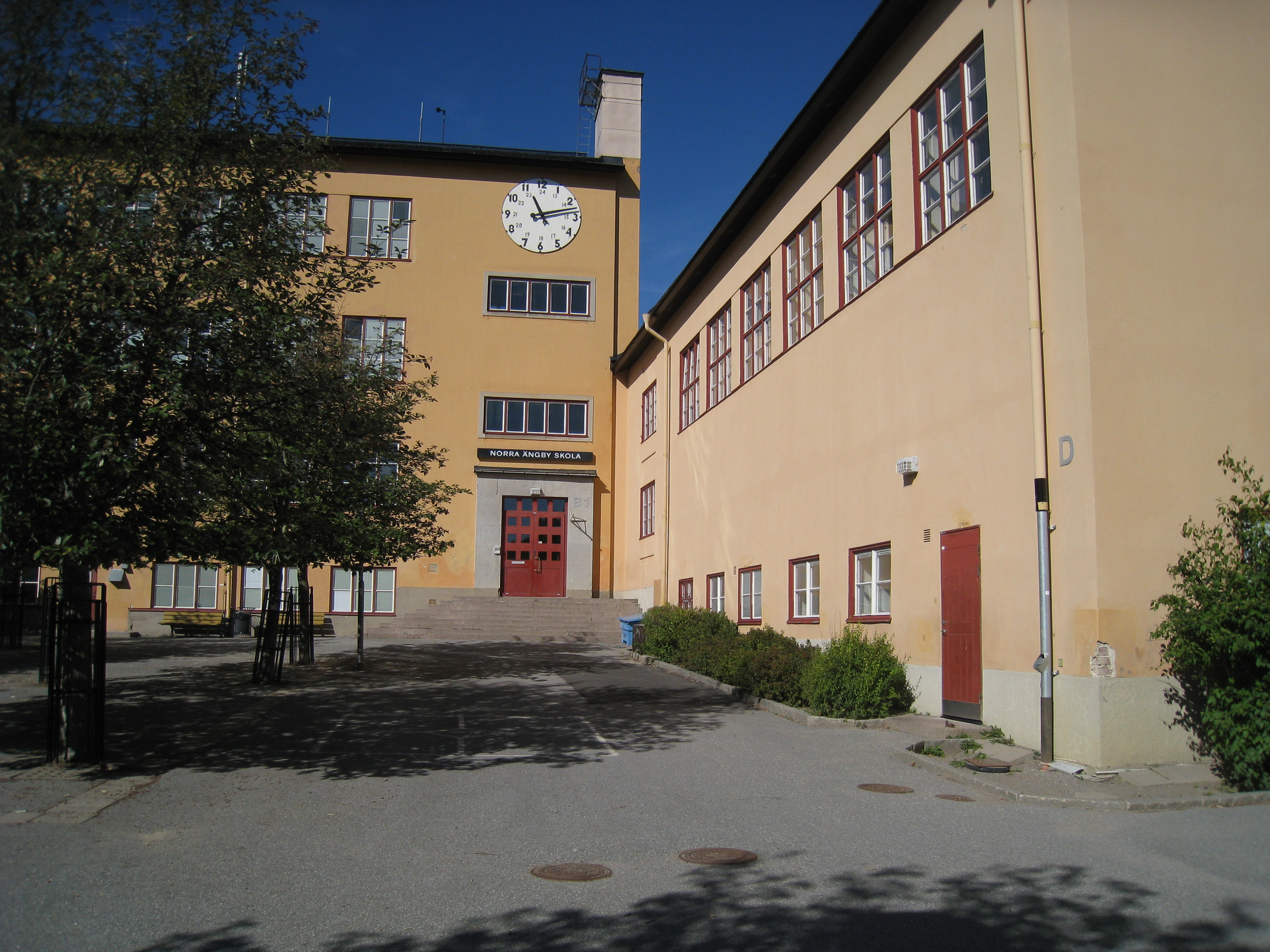
Ingång B1 till vänster och den norra flygelbyggnaden till höger.